# Himlens hjärta
Himlens hjärta är en svensk-dansk dramafilm från 2008 av Simon Staho med Mikael Persbrandt, Lena Endre, Maria Lundqvist och Jakob Eklund.

## Handling
Lars och Susanna har varit gifta i tjugo år. De älskar varandra högt och har tillsammans skapat en trygg och lycklig tillvaro med välbetalda jobb, ett stort hus, varsin bil och en dotter som snart flyttar hemifrån. 
Lika lyckligt och komfortabelt har livet utvecklat sig för Susannas bästa väninna Ann och hennes man Ulf som snart också kan se fram emot att få fira sin tjugoåriga bröllopsdag.
Under en av deras parmiddagar berättar Susanna en historia om en kollega som varit otrogen. Historien om dennes otrohet provocerar fram reaktioner som ger upphov till en våldsam äktenskaplig uppgörelse mellan de båda paren.

## I rollerna
- Mikael Persbrandt – Lars
- Lena Endre – Susanna
- Maria Lundqvist – Ann
- Jakob Eklund – Ulf
- Ingemar Carlehed – Advokaten